# James Kowalski

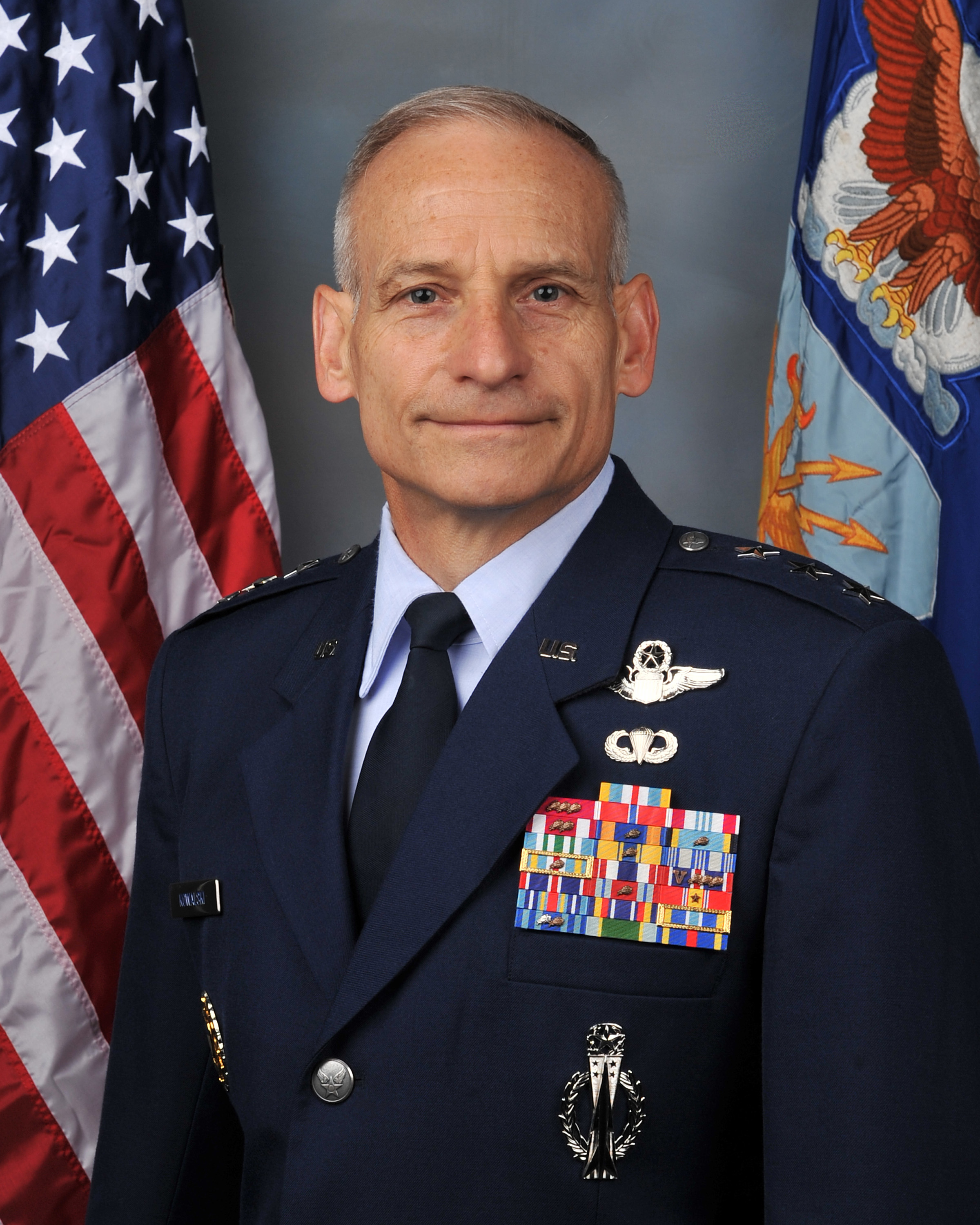
James M. Kowalski (2013)

James M. Kowalski (* 30. Oktober 1957 in Columbus, Franklin County, Ohio) ist ein pensionierter Generalleutnant der United States Air Force. Er war unter anderem Kommandeur des Air Force Global Strike Commands.
Über das ROTC-Programm der University of Cincinnati gelangte er im Jahr 1979 in das Offizierskorps des United States Air Force. Dort durchlief er anschließend alle Offiziersränge vom Leutnant bis zum Drei-Sterne-General.
Im Lauf seiner militärischen Karriere absolvierte er verschiedene Kurse und Schulungen. Dazu gehörten unter anderem eine Ausbildung zum Kampfpiloten und weitere Fortbildungskurse als Pilot neuer Flugzeugtypen; die Squadron Officer School auf der Maxwell Air Force Base in Alabama; das Naval War College; den Joint Aerospace Operations Senior Staff Course; den Senior Leader Course; den Combined Force Air Component Commander Course; den Senior Information Warfare Applications Course; das Seminar XXI, Foreign Political and International Relations am Massachusetts Institute of Technology (MIT); den Joint Flag Officer Warfighting Course und den Leadership at the Peak Course. Außerdem erhielt er akademische Grade von der Central Michigan University und der Georgetown University.
In seinen frühen Jahren als Offizier der Luftwaffe war er auf verschiedenen Stützpunkten in den Vereinigten Staaten stationiert. Dabei war er als Pilot, Flugausbilder oder Stabsoffizier bei unterschiedlichen Einheiten tätig. Dazwischen absolvierte er die erwähnten Schulungen. Zwischen Mai 1999 und Dezember 2000 war er als Oberst Kommandeur der 2nd Operations Group, die auf der Barksdale Air Force Base in Louisiana stationiert war. Danach gehörte er bis zum April 2002 als Assistant Director of Aerospace Operations dem Stab im Hauptquartier der Luftwaffe an.
Im April 2002 erhielt Kowalski das Kommando über das 28. Bombergeschwader (28th Bomb Wing), das auf der Ellsworth Air Force Base in South Dakota ansässig war. Diesen Oberbefehl behielt er bis zum März 2004. Zwischenzeitlich war er von Januar bis Mai 2003 im Irakkrieg eingesetzt, wo er das 405. Expeditionsgeschwader (405th Air Expeditionary Wing) befehligte. Im März 2004 wurde James Kowalski zum Stab des Hauptquartiers der Luftwaffe versetzt, dem er bis Oktober 2005 angehörte.
Es folgte eine Versetzung auf die Tinker Air Force Base in Oklahoma, wo er zwischen November 2005 und Mai 2007 das 552. Luftkontrollgeschwader (552nd Air Control Wing) kommandierte. Anschließend gehörte er bis Januar 2009 dem Stab der Joint Chiefs of Staff an. Dort leitete er in dessen Stabsabteilung für Operationen die Unterabteilung für globale Operationen (Deputy Director for Global Operations (J39), Operations Directorate, Joint Staff). Noch vor der offiziellen Gründung des Air Force Global Strike Commands (AFGSC) im August 2009 war Kowalski ab Januar 2009 auf der Barksdale Air Force Base Kommandeur der provisorischen Vorgängerversion dieses Kommandos. Danach war er ab August 2009 bis Januar 2011 stellvertretender Kommandeur des AFGSC.
Am 6. Januar 2011 wurde er als Nachfolger von Frank Klotz zum zweiten Kommandeur des AFGSC ernannt. Dieses Amt behielt er bis zum 23. Oktober 2013 als Stephen W. Wilson seine Nachfolge antrat. Anschließend wurde Kowalski auf die Offutt Air Force Base in Nebraska versetzt. Dort wurde er stellvertretender Kommandeur des United States Strategic Commands. Dieses Amt behielt er bis zu seiner Pensionierung im Jahr 2015.
Während seiner aktiven Zeit als Militärpilot absolvierte James Kowalski über 4600 Flugstunden auf verschiedenen Flugzeugtypen.

## Daten der Beförderungen
| Abzeichen | Rang               | Jahr             |
| --------- | ------------------ | ---------------- |
|           | Second Lieutenant  | 9. Juni 1979     |
|           | First Lieutenant   | 14. März 1981    |
|           | Captain            | 14. März 1983    |
|           | Major              | 1. Januar 1990   |
|           | Lieutenant Colonel | 1. März 1994     |
|           | Colonel            | 1. Mai 1999      |
|           | Brigadier General  | 1. November 2005 |
|           | Major General      | 7. Mai 2009      |
|           | Lieutenant General | 6. Januar 2011   |

## Orden und Auszeichnungen
James Kowalski erhielt im Lauf seiner militärischen Laufbahn unter anderem folgende Auszeichnungen:
- Defense Distinguished Service Medal
- Air Force Distinguished Service Medal
- Defense Superior Service Medal
- Legion of Merit
- Bronze Star Medal
- Air Medal
- Aerial Achievement Medal
- Joint Service Commendation Medal
- Air Force Commendation Medal
- Air Force Achievement Medal
- Defense Meritorious Service Medal
- Meritorious Service Medal
- Joint Meritorious Unit Award
- Air Force Meritorious Unit Award
- Air Force Outstanding Unit Award
- Combat Readiness Medal
- National Defense Service Medal
- Global War on Terrorism Expeditionary Medal
- Global War on Terrorism Service Medal
- Nuclear Deterrence Operations Service Medal
- Air Force Longevity Service Award

Hinzu kommen noch einige Ordensbänder (Ribbons).